# Вулиця Січинського (Львів)
Вулиця Січинського — вулиця у Сихівському районі м. Львова, у місцевості Пасіки. Сполучає вулиці Пимоненка та Хлібну. Прилучається вулиця Еммануїла Миська.

## Історія та назва
Вулиця прокладена 1938 року та отримала назву вулиця Ґлузинського, на пошану одного з творців інтернальної медицини у Польщі, піонера польської гастроентерології Антонія Ґлузинського. 1950 року вулицю перейменовано на честь радянського військовика, лейтенанта-прикордонника, Героя Радянського Союзу Олексія Лопатіна. Сучасна назва — вулиця Січинського походить з 1992 року та названа на пошану українського композитора та хорового диригента Дениса Січинського.

## Забудова
На вулиці Січинського переважає промислова та одноповерхова садибна, а також багатоповерхова житлова забудова 2019—2022 років.

### Будинки
№ 1 — двоярусні гаражні бокси обслуговуючого гаражно-будівельного кооперативу «Авто», збудовані на початку 2000-х років.
№ 2 — будується житловий комплекс «Аурум Санрайз» з трьох житлових десятиповерхових будинків. Також тут передбачені гостьовий паркінг та підземний паркінг з ліфтом, розрахований на 148 паркомісць. Забудовником виступає ПП «Світанки».
№ 28 — двоповерхова будівля сервісу «Автогаз», що надає послуги по встановленню, ремонту та обслуговуванню газо-балонного обладнання.
№ 30 — храм Святого Пророка Іллі, належить до Львівського Благочиння Львівсько-Сокальської єпархії ПЦУ, настоятель — прот. Олександр Матвієнко.
№ 41 — чотириповерхова будівля колишнього лабораторного корпусу Львівського облводгоспу. На початку 1990-х років за кошти працівників корпус переобладнали під гуртожиток Львівського управління водних ресурсів. 23 квітня 2013 року колишній гуртожиток передали у власність територіальної громади Львова. 